# Santo Antônio do Sapezeiro
Santo Antônio do Sapezeiro é um bairro rural do município brasileiro de Santa Bárbara d'Oeste, que integra a Região Metropolitana de Campinas, no interior do estado de São Paulo.

## História

### Origem
É um dos bairros mais antigos do município, iniciado a partir da construção da primeira capela em 1905. Pioneira no bairro, a família Godoy – Francisco Antonio de Godoy e sua esposa Ana Murbach – transferiu residência da área central para seu sítio no ano de 1900, na época todo formado por cafezais, e instalaram o primeiro armazém de secos e molhados com bar, dando início ao comércio na localidade.
Em 1904 com o falecimento de Ana Murbach, seu marido doa uma área de terra para a construção de uma capela. Com a construção de sua primeira capela de barrote e coberta de sapé em 1905, a localidade foi batizada de Santo Antônio. O nome Sapezeiro veio por causa da planta muito comum naquela localidade. A Capela de Santo Antônio motivou a construção de casarios ao seu redor e o bairro começou a crescer em população.
Com o passar dos anos, a capela ficou pequena e houve a necessidade de sua ampliação. Após a doação de mais um pedaço de terra pela família Godoy a capela foi reconstruída em 1915 em alvenaria. Em 1935 uma nova capela maior foi construída, com a colaboração da Usina Santa Bárbara, que fez a doação dos tijolos, levados pela via férrea da Cia. E. F. Agrícola de Santa Bárbara, um ramal particular com vários desvios que puxava cana-de-açúcar do bairro para a usina, cujos trilhos chegavam a adentrar o município de Capivari.
Passavam-se os anos, crescia o bairro, com novas casas nas imediações da capela e a população do bairro aumentava. Com igreja, armazém e escola, além dos festejos populares, Santo Antonio do Sapezeiro foi ganhando fama pela região.
Muitos moradores e suas famílias foram grandes “festeiros”, com participação bastante efetiva nas festas religiosas, ainda muito prestigiadas no local. Destacaram-se: Totó Gonçalves  de Oliveira, João Benedito de Oliveira, Nenê Godoy, Dito Graciano, César Fronza, Dante Martignago, Bertolini, Luizinho Egydio de Godoy, Leonel Graciano, Alziro Graciano, Saulo Fornazin, Domingos Martignago, Nenê Bertolini, Nino Martignago, Vicentin, Bataglia, Prezotto, Correa, Braz, Aranha, Carpin, Defávari, Pacheco e Martins.
Já o armazém de Adelelmo Batáglia ficou para Nino Martignago, que também instalou no bairro o primeiro beneficiamento de arroz. Esse armazém passou para seu filho Amadeu Martignago e tornou-se o principal ponto comercial do Sapezeiro, muito conhecido pela produção da famosa lingüiça vendida e que é muito procurada pelos consumidores até os dias de hoje.

## Geografia

### Localização
O bairro localiza-se na zona sul do município de Santa Bárbara d'Oeste, onde através da Rodovia Américo Emílio Romi (SP-306) no sentido Capivari tem-se acesso a estrada vicinal Vereador Saulo Fornazin que chega ao bairro. Sua distância do centro da cidade é de cerca de 10 km.

## Infraestrutura
O bairro Santo Antônio do Sapezeiro ao longo dos anos recebeu melhorias e se desenvolveu. Em 1966 recebeu o serviço de energia elétrica, e em 1998 a estrada de acesso foi asfaltada.

## Atrações turísticas

### Festa da Linguiça
O local foi ganhando fama sendo conhecida como “Terra da Linguiça”, pois lá são produzidas e comercializadas linguiças caseiras que atraem pessoas de toda a região. O bairro, que preserva suas tradições, hoje transformou-se em ponto turístico. Por esse motivo a prefeitura da cidade passou a promover a partir de agosto de 2014 a Festa da Linguiça no bairro.
A tradição na produção de linguiça começou na década de 60 pela família Martignago, iniciada pelo patriarca Amadeu, sendo que a receita original da tradicional e famosa linguiça ainda é guardada à sete chaves pelos filhos e família.